# 1436 Salonta
1436 Salonta је астероид главног астероидног појаса. Приближан пречник астероида је 62,90 ,
а средња удаљеност астероида од Сунца износи 3,146 астрономских јединица (АЈ).
Инклинација (нагиб) орбите у односу на раван еклиптике је 13,891 степени, а орбитални период износи 2038,187 дана (5,580 година). Ексцентрицитет орбите астероида износи 0,066.
Апсолутна магнитуда астероида износи 10,30 а геометријски албедо 0,033.
Астероид је откривен . 1936. године.